# Jonquerets-de-Livet

Ancestral coat of arms of de Livet family, Eure, Normandy

 Jonquerets-de-Livet  là một xã thuộc tỉnh Eure trong vùng Normandie miền bắc nước Pháp.